# 勒布尔盖
勒布尔盖（法語：Le Bourguet，法語發音：[lə buʁɡɛ]）是法国普罗旺斯-阿尔卑斯-蓝色海岸大区瓦尔省的一个市镇，属于德拉吉尼昂区。

## 地理
勒布尔盖（43°47'3"N, 6°31'7"E）面积25.39 平方千米，位于法国普罗旺斯-阿尔卑斯-蓝色海岸大区瓦尔省，该省份为法国东南部沿海省份，北起上普罗旺斯阿尔卑斯省，西北角与沃克吕兹省接壤，西接罗讷河口省，南濒地中海，东临滨海阿尔卑斯省。
与勒布尔盖接壤的市镇（或旧市镇、城区）包括：卡斯泰拉讷、布勒农、阿尔蒂比河畔孔普斯、特里冈斯。

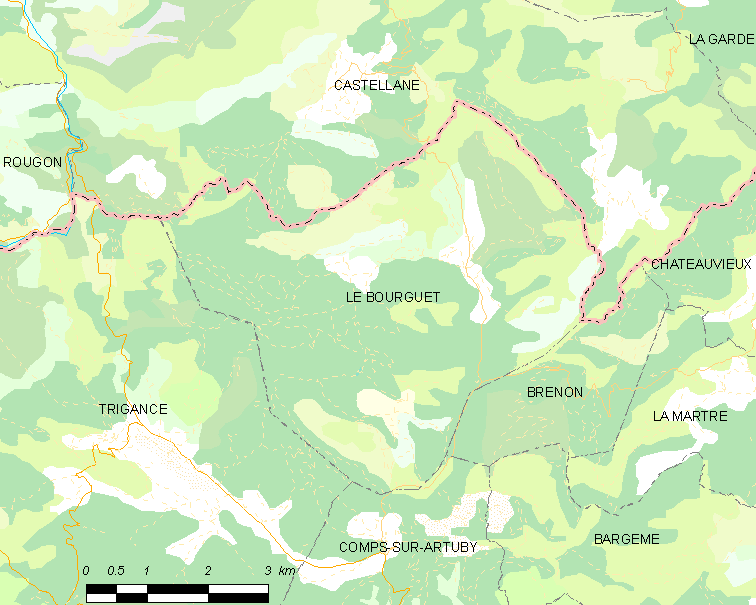
勒布尔盖的OSM定位图

勒布尔盖的时区为UTC+01:00、UTC+02:00（夏令时）。

## 行政
勒布尔盖的邮政编码为83840，INSEE市镇编码为83020。

## 政治
勒布尔盖所属的省级选区为弗拉约斯克县。

## 人口

1962-2008年间勒布尔盖人口变化图示

勒布尔盖于2022年1月1日时的人口数量为47人。